# Фадеев, Евгений Александрович
Евгений Александрович Фаде́ев (род. 9 июля 1982, Усть-Каменогорск, Казахская ССР, СССР) — казахстанский хоккеист, защитник; тренер.
Воспитанник усть-каменогорского хоккея, тренер - Александр Григорьев.
Чемпион зимних Азиатских игр 2011 г. Бронзовый призёр зимней Универсиады 2007.
Главный тренер «Алтай-Торпедо» с октября 2021 года.